# 蒸汽蒸煮器

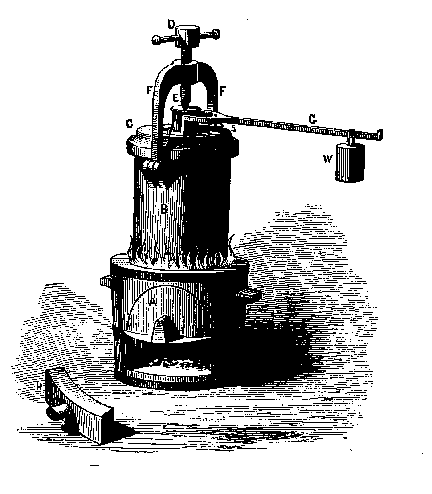
丹尼斯·帕潘發明的蒸汽蒸煮器(1679)

蒸汽蒸煮器是法国物理学家丹尼斯·帕潘于1679年发明的一种高压锅。它是一种在高压蒸汽环境中从骨头中提取脂肪以及使骨头脆弱的设备，以便于人們將骨头研磨成骨粉。它是高压釜和家用压力锅的前身。 